# Кабелеукладчик цепной
Кабелеукладчики цепные — (англ. cable laying machine) прицепное оборудование для укладки, механизации перемещения и защиты электрических кабелей и шланга для орошения, подводимых к узкозахватным комбайнам, работающим с рамы забойного конвейера в очистных забоях пологих и наклонных пластов.

## Характеристики цепных кабелеукладчиков
- длина линейных отрезков — до 0,9 мм
- угол наклона пласта — от 18°
- радиус изгиба цепи — от 1450 мм

## Применение цепных кабелеукладчиков
- укладка электрических кабелей и шланга для орошения
- механизация электрических кабелей и шланга для орошения
- перемещение электрических кабелей и шланга для орошения
- защита электрических кабелей и шланга для орошения

## Рабочие инструменты цепных кабелеукладчиков
- линейные отрезки, собранные из траковой цепи
- прицепное устройство
- пальцы, соединяющие звенья и отрезки цепи
- спирали, защищающие коммуникации на входе и выходе в кабелеукладчик
- скобы

## Классификация цепных кабелеукладчиков
- кабелеукладчики цепные для пологих пластов
- кабелеукладчики цепные для наклонных пластов